# MTV Unplugged (album Natalii Kukulskiej)
MTV Unplugged – jest to zapis z koncertu o tym samym tytule artystki Natalii Kukulskiej. Płyta ukazała się 10 maja 2022 roku.
Koncert zarejestrowano w "Scena Relax" w Warszawie 21 grudnia 2021 roku.
Był on podsumowaniem 25 lat pracy artystycznej, licząc od "dorosłego" debiutu, którym był album Światło.
Podczas koncertu Natalia wykonała utwory z różnych okresów swojej kariery.
Album zawiera 3 duety, w których udział wzięli: Natalia Szroeder, Archie Shevsky oraz Igor Herbut.
Na krążku usłyszeć można również cover zespołu Bajm "Nie ma wody na pustyni".
Album promują utwory: "Decymy", "W biegu" oraz "Nie ma wody na pustyni".

## Lista utworów
Opracowano na podstawie materiału źródłowego.
| 1.  | „Bezdomni bez siebie”                 | 3:52    |
|     |                                       |         |
| 2.  | „Halo tu Ziemia”                      | 4:51    |
|     |                                       |         |
| 3.  | „Miau”                                | 3:56    |
|     |                                       |         |
| 4.  | „To jest komiks”                      | 2:41    |
|     |                                       |         |
| 5.  | „Decymy”                              | 5:28    |
|     |                                       |         |
| 6.  | „Pióropusz”                           | 5:06    |
|     |                                       |         |
| 7.  | „Kobieta” feat. Natalia Szroeder      | 3:38    |
|     |                                       |         |
| 8.  | „Jednogłośna”                         | 3:53    |
|     |                                       |         |
| 9.  | „W biegu”                             | 4:10    |
|     |                                       |         |
| 10. | „Pół na pół” feat. Archie Shevsky     | 5:00    |
|     |                                       |         |
| 11. | „Im więcej Ciebie tym mniej”          | 5:39    |
|     |                                       |         |
| 12. | „Osobno czy razem” feat. Igor Herbut  | 3:35    |
|     |                                       |         |
| 13. | „Nie ma wody na pustyni” (cover Bajm) | 4:07    |
|     |                                       |         |
| 14. | „Ostatnia prosta”                     | 3:34    |
|     |                                       |         |
| 15. | „My”                                  | 6:34    |
|     |                                       |         |
| 16. | „Piosenka światłoczuła”               | 5:40    |
|     |                                       |         |
|     |                                       | 1:11:44 |
|     |                                       |         |

## Twórcy
- Natalia Kukulska - wokal
- Archie Shevsky - pianino, wurlitzer, wokal
- Artur Twardowski - gitara akustyczna
- Marcin Górny - moog bas
- Michał Dąbrówka - perkusja
- Jaś Dąbrówka - marimba
- Michał Pękosz - handpany
- Tomasz Duda - flet
- Mikołaj Grott - waltornia
- Tomasz Żymła - klarnet basowy
- Katarzyna Rościńska - wokal
- Aleksandra Nowak - wokal

## Pozycje na listach sprzedaży
| Państwo | Lista | Najwyższa pozycja |
| ------- | ----- | ----------------- |
| Polska  | OLiS  | 34                |